# Епіцентр землетрусу

Епіцентр і гіпоцентр землетрусу

Епіцентр — точка на поверхні Землі відразу над або під областю локалізації деякого явища, що впливає на поверхню Землі.
Для землетрусу, це точка на поверхні Землі відразу над глибинною областю, де землетрус насправді відбувся.
Підземну точку, де виник поштовх землетрусу, звуть гіпоцентром; точку, або точніше, область, що лежить на поверхні, на продовженні радіуса Землі, який проходить через гіпоцентр, називають епіцентром.